# Бразильская конфедерация футбола
Брази́льская конфедера́ция футбо́ла (порт. Confederação Brasileira de Futebol или CBF) — бразильская общественная организация. Штаб-квартира находится в Рио-де-Жанейро. Занимается организацией всех четырёх уровней национального чемпионата, сборных страны, поддержкой, развитием и популяризацией футбола в целом.

## История
Была образована 8 июня 1914 года под названием «Спортивная федерация Бразилии» (порт. Federação Brasileira de Sports (FBS)), 5 декабря 1916 года в слово «спорт» было изменено на более лузофонское, Desportos, а сама организация стала Спортивной конфедерацией Бразилии (порт. Confederação Brasileira de Desportos (CBD)), первым президентом организации был Алваро Самит. 24 сентября 1979 года, подчиняясь директиве ФИФА по поводу того, что входящие в неё национальные организации должны заниматься развитием футбола, а не спорта вообще, организация сменила название на современное, CBF.
Бразильская конфедерация футбола занимается организацией проведения всех 4-х уровней национального чемпионата среди мужчин, Кубка Бразилии, Кубка Нордесте и Кубка Верде. Все региональные футбольные федерации отдельных штатов подчиняются CBF. Организация управляет национальными мужскими и женскими сборными.
В 2007 году представители Бразильской конфедерации футбола объявили о проведении чемпионата Бразилии по футболу среди женщин под эгидой организации.

## Президенты КБФ
| Президент                     | Период     |
| ----------------------------- | ---------- |
| Алваро Самит                  | 1915—1916  |
| Арналдо Гинли                 | 1916—1920  |
| Ариовисто ди Алмейда Рего     | 1920—1921  |
| Жозе Эдуардо ди Маседо Соарес | 1921—1922  |
| Освалдо Гомес                 | 1922—1924  |
| Ариовисто ди Алмейда Регу     | 1924       |
| Владимир Бернардес            | 1924       |
| Оскар Родригес да Коста       | 1924—1927  |
| Ренато Пашеко                 | 1927—1933  |
| Алваро Катан                  | 1933—1936  |
| Луис Аранья                   | 1936—1943  |
| Ривадавия Корреа Майер        | 1943—1955  |
| Силвио Корреа Пашеко          | 1955—1958  |
| Жуан Авеланж                  | 1958—1975  |
| Элено ди Баррос Нунес         | 1975—1980  |
| Жулите Коутиньо               | 1980—1986  |
| Отавио Пинту Гимарайнс        | 1986—1989  |
| Рикардо Тейшейра              | 1989—2012  |
| Жозе Мария Марин              | 2012—2015  |
| Марко Поло Дел Неро           | 2015—2017  |
| Коронел Нунес                 | 2017—2019  |
| Рожерио Кабокло               | 2019—2021  |
| Коронел Нунес (и. о.)         | 2021       |
| Эдналдо Родригес              | 2021—2025  |
| Фернандо Сарней (и. о.)       | 2025       |
| Самир Шауд                    | 2025—н. в. |